# Marianne Graf
Marianne Graf (* 28. Dezember 1951 in Sankt Marein bei Graz Steiermark) ist eine österreichische Entwicklungshelferin. Sie ist Mitbegründerin und Vorstandspräsidentin des Vereins „Albania-Austria Partnerschaft“.

## Leben
Die Absolventin von Universitäts-Lehrgängen für Entwicklungspolitik und Weltwirtschaft war bei einer Reise nach Albanien so betroffen von der Hoffnungslosigkeit und Armut im Land, dass sie 1992 gemeinsam mit ihrem Mann Wilhelm den gemeinnützigen Verein Albania-Austria Partnerschaft gründete.
Schwerpunkte der Arbeit sind Bildung und Gesundheitsversorgung, Kinderrechte, Brückenbau in Bergdörfern, Brunnenbau, Frauenprojekte, Friedensprojekte, Minoritätenschutz, kultureller und interreligiöser Dialog, Ökologie, Stärkung der Kleinbauern sowie Obstbaumpflanzungen. Insgesamt wurden ca. 100 Bauprojekte – Schulen, ärztliche Versorgungsstellen, Kindergärten, Sozialwohnbauten, Bildungszentren, Brücken – durchgeführt und über 30.000 Familienpakete verteilt.
Ende der 1990er-Jahre wurde Marianne Graf mit der Flüchtlingswelle aus dem Kosovo konfrontiert. Von Mai 1998 bis Jahresende wurden ca. 3.500 Flüchtlinge betreut. Im März 1999 stieg die Anzahl auf 13.000 Flüchtlinge an, die bis zur Rückkehr in den Kosovo versorgt wurden.
Vor dem Einzug der deutschen UN-Truppe im Juli 1999 war Marianne Graf im Kosovo, im Gebiet um Drenica. Sie leitete den Wiederaufbau von 540 zerstörten Wohnhäusern in die Wege, die im November des Jahres bezogen werden konnten. Ein Zentrum für traumatisierte Kinder, multiethnische Kindergärten und Jugendstätten, Schafherdenaufbau und landwirtschaftliche Unterstützung waren weitere Hilfsaktivitäten im Kosovo.

## Auszeichnungen und Ehrungen
- 1996: „Mutter-Tereza Orden“ von Albanien
- 1998: Europa-Kandidatin zum „Humanitarian Award“ neben Paul Newman und dem König von Thailand
- 1998: Goldenes Ehrenzeichen des Landes Steiermark
- 1999: Josef Krainer-Heimatpreis
- 2001: „Großer Preis für Frieden und Menschlichkeit“ gemeinsam mit UNO-Verwalter Bernard Kouchner und KFOR-Kommandant General Mike Jackson
- 2002: „Großer Johann-Award“ – Frau des Jahres 2002
- 2003: „Award for Humanity“ – übergeben von Michail Gorbatschow und Helmut Kohl
- 2004: Doctor honoris causa der Universität „Luigji Gurakuci“ in Shkodra
- 2004: Großes Ehrenzeichen des Landes Steiermark
- 2004: Menschenrechtspreis des Landes Steiermark
- 2005: Goldenes Verdienstzeichen der Republik Österreich
- 2006: Dame des Ordens des heiligen Silvester – höchste Auszeichnung des Vatikans
- 2006: Kinderrechtspreis des Landes Steiermark
- 2007: Nominierung für den Friedensnobelpreis von den Ministerpräsidenten, Parlamentariern aller Fraktionen und Vertretern des öffentlichen Lebens in Albanien und Kosovo
- 2008: Soroptimist Award – Soroptimist International
- 2009: Hauptplatz und Hauptstraße der Stadt Rubik wurden nach ihr benannt
- 2010: Ehrenbürgerin der Gemeinde Fernitz
- 2010: Ernennung zur Honorarkonsulin der Republik Albanien
- 2010: Felix-Ermacora-Menschenrechtspreis – Förderpreis
- 2011: „Ehrenamt des Jahres“ zum europäischen Jahr der Freiwilligentätigkeit als Auszeichnung für das Lebenswerk (Land Steiermark und Steirisches Volksbildungswerk)
- 2012: Eröffnung der „Marianne Graf Volksschule“ in Fernitz
- 2013: ASA Award for Social and Charity Achievements
- 2014: Kardinal-König-Preis[1]
- 2015: Ehrenbürgerin von Gjegjan und Geehrte der Region
- 2016: Ehrenmitglied des Musikvereines „Rozafa Expression“ in Shkoder
- 2016: „Excellence Leadership Award“ der Universität für Business und Technology in Pristina
- 2016: „Ritter vom Orden des Skenderbeg“ – überreicht vom albanischen Staatspräsidenten Bujar Nishani

## Publikationen
- Albanien nördlich des Shkumbin. Bildband. 2003.
- Northern Albania, From Petrela to Jezerca. 2006.
- Liebeserklärungen an unsere Mitgeschöpfe. Kinderbuch. 2002.
- Lass mich deine Liebe leben. Meditation.
- Himmel weit und Engel nah, Handbuch für die Suche nach Weihnachten. 2007.
- Mit Herzenswärme und Bärenstärke. Mutmacherbuch. 2009.
- Marjana – Eine Frau im Brennpunkt Westbalkan. Weishaupt Verlag, 2017, ISBN 978-3-7059-0504-7.
- MARJANA – Historia shqiptare e një austriakeje. kompass / personalitete, 2017, ISBN 978-9928-4445-5-4.
- Central Northern ALBANIA Biodiversitet. Botues: GEER, english-deutsch-shqip, 2021, ISBN 978-9928-07-679-3.
- SË BASHKU NË SHËRBIM TË BOTËS SONË TË BUKUR. mediaprint, libër për fëmijë, 2022, ISBN 978-9928-08-589-4.
- Divjakë-Karavasta –ALBANIA`S world-class natural treasure trove. Botues: PEGI, english-deutsch-shqip, 2024, ISBN 978-9928-3717-5-1.
- MIRDITA. mediaprint, english-deutsch-shqip, 2025, ISBN 978-9928-08785-0.